# Gare de Dobropillia
La gare de Dobropillia (en ukrainien : Добропілля) est une gare du Réseau ferré de Donestk, elle est située en Ukraine.

## Histoire
Elle était sur la ligne Rutchenkove-Grishine par la ligne de chemin de fer de Catherine et fut mise en service en 1915. Elle devait servir à désenclaver les mines de charbon de la région. Dès 1917 la gare accueillait des passagers vers Grishin. En 1960 la gare comptait seize voies.

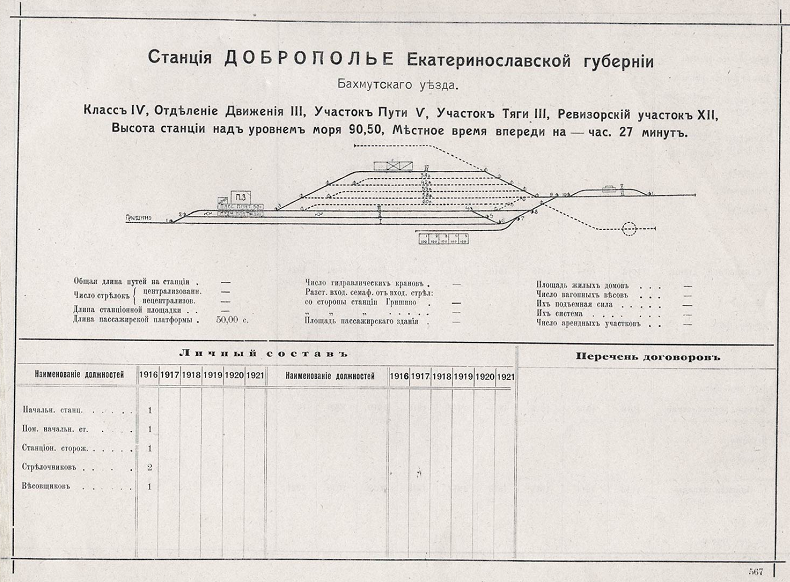
Les voies en 1917.